# Seznam japonskih smučarskih tekačev
Seznam japonskih tekačev na smučeh.

## A
- Fumiko Aoki

## B
- Naoto Baba

## C
- Masae Cučija

## I
- Masako Išida

## J
- Šiori Jokohama
- Keišin Jošida

## M
- Hirojuki Mijazava

## N
- Madoka Nacumi